# Cadel Evans Great Ocean Road Race 2025 (vrouwen)
Van deze wielerwedstrijd op Australisch grondgebied werd bij de vrouwen de negende editie verreden. Titelverdedigster was de Nederlandse Rosita Reijnhout, zij nam deze editie niet deel. Haar opvolgster werd de Nieuw-Zeelandse Ally Wollaston, gevolgd door Karlijn Swinkels en Noemi Rüegg.

## Uitslag
| Plaats  | Naam                  | Ploeg                      | tijd     |
| ------- | --------------------- | -------------------------- | -------- |
| Winnaar | Ally Wollaston        | FDJ-Suez                   | 3u59'43" |
| 2       | Karlijn Swinkels      | UAE Team ADQ               | z.t.     |
| 3       | Noemi Rüegg           | EF Education-Oatly         | z.t.     |
| 4       | Chloé Dygert          | CANYON//SRAM zondacrypto   | z.t.     |
| 5       | Silke Smulders        | Liv AlUla Jayco            | z.t.     |
| 6       | Ruth Edwards          | Human Powered Health       | z.t.     |
| 7       | Niamh Fisher-Black    | Lidl-Trek                  | z.t.     |
| 8       | Dilyxine Miermont     | CERATIZIT Pro Cycling Team | z.t.     |
| 9       | Barbara Malcotti      | Human Powered Health       | z.t.     |
| 10      | Mie Bjørndal Ottestad | Uno-X Mobility             | + 2"     |
|         |                       |                            |          |
| 24      | Julie Van de Velde    | AG Insurance-Soudal Team   | + 49"    |

Mannen: 2015 · 2016 · 2017 · 2018 · 2019 · 2020 · 
2021-2022 · 2023 · 2024 · 2025
Vrouwen: 2015 · 2016 · 2017 · 2018 · 2019 · 2020 · 
2021-2022 · 2023 · 2024 · 2025
Tour Down Under ·
Cadel Evans Great Ocean Road Race ·
Ronde van de Verenigde Arabische Emiraten ·
Omloop Het Nieuwsblad ·
Strade Bianche ·
Trofeo Alfredo Binda-Comune di Cittiglio ·
Milaan-San Remo ·
Brugge-De Panne ·
Gent-Wevelgem ·
Ronde van Vlaanderen ·
Parijs-Roubaix ·
Amstel Gold Race ·
Waalse Pijl ·
Luik-Bastenaken-Luik ·
Ronde van Spanje ·
Ronde van het Baskenland ·
Ronde van Burgos ·
Ronde van Groot-Brittannië ·
Ronde van Zwitserland ·
Copenhagen Sprint · 
Ronde van Italië ·
Ronde van Frankrijk ·
Ronde van Romandië ·
Ronde van Scandinavië ·
GP de Plouay-Bretagne ·
Simac Ladies Tour ·
Ronde van Chongming ·
Ronde van Guangxi